# Kollektivet (serie televisiva)
Kollektivet è un programma di intrattenimento andato in onda su TV 2 dal 2011 al 2015. Sono state create nove stagioni del programma che è stato trasmesso per la prima volta il 16 settembre 2011. I direttori e gli attori della serie sono stati Sebastian Trulsrud Brynestad, Kevin Vågenes, Cecilie Steinmann Neess, Jakob Schøyen Andersen e Fridtjof Josefsen. Brynestad e Vågenes sono gli unici due ad aver partecipato a tutte e nove le stagioni.
Kollektivet pubblica anche video su YouTube, con il loro sketch più abbozzato "ÆØÅ (Size Matters)" con 7 milioni di visualizzazioni.

## Gestori di programmi fissi
Panoramica degli attori che sono stati registi del programma per ogni stagione. "X" indica il gestore del programma regolare e "O" indica i partecipanti non stagionali.
| Presentatore                 | 1 | 2 | 3 | 4 | 5 | 6 | 7 | 8 | 9 |
| ---------------------------- | - | - | - | - | - | - | - | - | - |
| Sebastian Trulsrud Brynestad | X | X | X | X | X | X | X | X | X |
| Kevin Vågenes                | X | X | X | X | X | X | X | X | X |
| Cecilie Steinmann Neess      | X | X | X | O | O | O | O | X | X |
| Jakob Schøyen Andersen       | X | X | X | X | X | X | X | O | O |
| Fridtjof Josefsen            | X | X | X | X | X | X | X | X | O |